# 海原千里・万里
海原千里・万里（うなばらせんり・まり）は、海原万里と海原千里の実姉妹からなる漫才コンビ。1970年代に人気を博した。

## メンバー
2人は実姉妹で、旧姓は橋本（はしもと）。いずれも結婚後の本名と現在の芸名は同じ。
- 海原万里（現：芦川百々子、1949年11月29日 - ） - ツッコミ担当。夫はコメディアンの夢大作。
- 海原千里（現：上沼恵美子、1955年4月13日 - ） - ボケ担当。夫は元テレビプロデューサー・テレビディレクターの上沼真平。

## 経歴
幼少の頃よりラジオ番組やテレビ番組の素人コンクールに本名で出演。この頃父を入れてトリオで三味線を持って浄瑠璃を語ったりアコーディオンを持ったり、音曲漫才をやった事もある。万里が秋田實に、師匠を紹介してもらうような手紙を送ったところ、「女の子やったら女の師匠がええ」といった返事であったことから、千里の中学校卒業後の1971年に海原お浜・小浜に入門し、すでにデビュー予定であった万里が相方の失踪で急遽姉妹漫才コンビとしてデビュー。一番最初に付けられたコンビ名は「海原なると・わかめ」だった。
『スター漫才選手権』（毎日放送）にアシスタントとして出演。当時はまだ無名であったが、司会のロイ・ジェームスに「このコンビは絶対出世する」と言われた。1974年、フジテレビの時代劇『座頭市物語』第十八話「すっとび道中」に湯治場の仲居役で出演。千里による欧陽菲菲などの物真似が受ける。1976年には東映の大ヒット映画「トラック野郎シリーズ」の第3作『トラック野郎・望郷一番星』にドライブインの女主人役でゲスト出演、更に『銭形平次』にも姉妹でレギュラー出演。
1977年、千里が上沼真平（のちの関西テレビ取締役エグゼクティブプロデューサー）と結婚したため、コンビを解消し芸能界から引退した。しかし、千里は翌1978年に「上沼恵美子」名義で芸能界に復帰した。姉の芦川百々子は現在主婦だが、妹の上沼の番組にゲストで出演することが多く、歌番組にも出演することがある。
2015年11月24日、 NHK大阪ホールで行われた『NHK歌謡コンサート』「愛あふれるデュエット名曲集」にて「大阪ラプソディー」を芦川百々子・上沼恵美子の名義として音楽番組では15年ぶりに熱唱し、姉をリードする上沼恵美子の姿が見られた。
上沼は金銭的な原因で姉と8年間ほど不仲だったと明かしている。上沼によると姉はタレントと結婚したが彼が活躍が出来なかったため収入が低く、長きに渡って金銭的な援助を行っていた。しかし、姉からお礼の言葉がなかったことから気分を害し、険悪な関係が続いたという。上沼は毎年開催していたコンサートにも不仲だった期間は、姉を招かなかった。なお、2人は現在関係を修復しており、コンサートでも共演している。

## 評価
ビートたけしは女流漫才コンビのほとんどを認めていないが、例外として海原お浜・小浜と千里・万里を挙げている。特に千里・万里については「巧かった」と懐述している。ちなみにたけしの前妻である北野幹子も千里・万里と同時期に活躍した上方女流漫才師であった。島田紳助は下積み時代に、彼女たちの漫才を見て台詞をすべてノートに書き起こし、その面白さの秘密を研究しそれを元に島田紳助・松本竜介の漫才を作り上げていった。
爆笑問題の太田光は、千里・万里は漫才史上「革命的」な存在であり、絶対に「どつく」ようなことはせず、喋り一本で勝負していたと語っている。

## ディスコグラフィ

### シングル
- 1・2：テイチク、3〜5：ビクター。

| # | 発売日         | A/B面 | タイトル             | 作詞           | 作曲     | 編曲       | 規格品番 |
| - | -------------- | ----- | -------------------- | -------------- | -------- | ---------- | -------- |
| 1 | 1973年 12月    | A面   | 幼なじみでおないどし | 島田陽子       | 泰久長   | 中川昌     | SN-1375  |
| 1 | 1973年 12月    | B面   | いつもの散歩道       | かわうちまさこ | 松田晃   | 中川昌     | SN-1375  |
| 2 | 1974年 10月    | A面   | 初恋日記             | たかたかし     | 竜崎孝路 | 竜崎孝路   | SN-1421  |
| 2 | 1974年 10月    | B面   | 初恋ひぐれ町         | たかたかし     | 竜崎孝路 | 竜崎孝路   | SN-1421  |
| 3 | 1976年 2月25日 | A面   | 大阪ラプソディー     | 山上路夫       | 猪俣公章 | 藤田はじめ | SV-1282  |
| 3 | 1976年 2月25日 | B面   | 天満エレジー         | 山上路夫       | 猪俣公章 | 藤田はじめ | SV-1282  |
| 4 | 1976年 9月5日  | A面   | 黄昏のパラダイス     | 山上路夫       | 猪俣公章 | 田村一雄   | SV-6103  |
| 4 | 1976年 9月5日  | B面   | 夢ごこち             | 山上路夫       | 猪俣公章 | 前田俊明   | SV-6103  |
| 5 | 1977年 2月25日 | A面   | 道頓堀行進曲         | 日比繁次郎     | 塩尻精八 | 竜崎孝路   | SV-6180  |
| 5 | 1977年 2月25日 | B面   | 野菊の駅             | 山上路夫       | 猪俣公章 | 前田俊明   | SV-6180  |

### アルバム
- 大阪ラプソディー（1976年、ビクター音楽産業 / SJX-10130）
- 道頓堀行進曲（1977年、ビクター音楽産業 / SJX-10186）

## 出演

### テレビ
- シャボン玉プレゼント（朝日放送、全国ネット）
- ドキドキパンチ（関西テレビ、関西ローカル）
- スター漫才選手権（毎日放送）
- 第26回NHK紅白歌合戦（NHK総合・ラジオ第1） - 応援団として

### ラジオ
- 千里・万里のラジオ三面鏡〜秘密・ナイショにしてね〜（朝日放送ラジオ）
- 千里万里のさわやか歌謡曲(1974年4月8日 - 1975年1月17日、MBSラジオ）
- 歌謡大行進（1975年10月 - 1976年9月、文化放送）

### 映画
- トラック野郎・望郷一番星（1976年東映） - ドライブインの女主人役

## 受賞歴
- 第1回上方お笑い大賞 銀賞
- 第3回NHK上方漫才コンテスト 優秀敢闘賞